# Fort Schaar

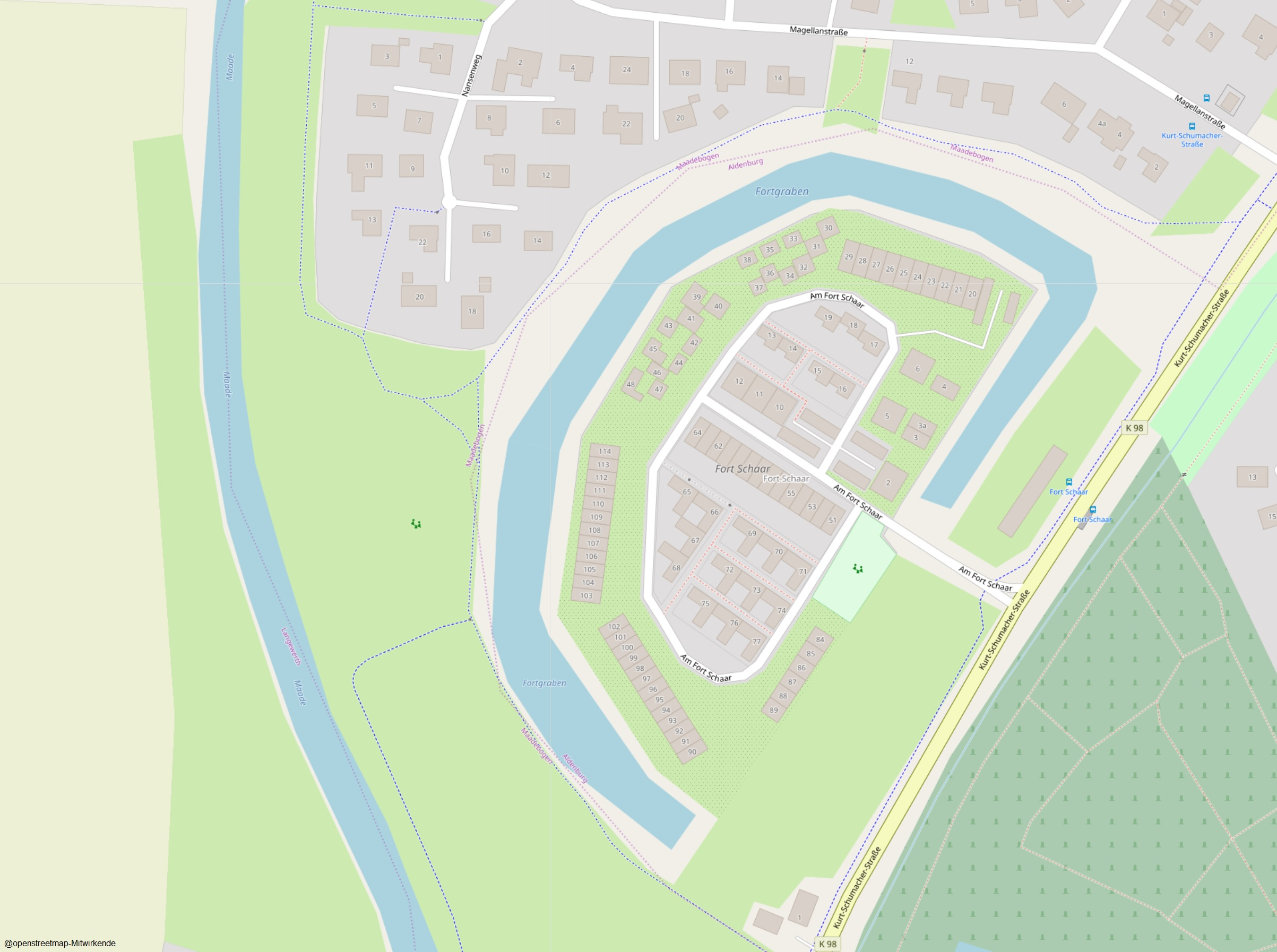
Fort Schaar mit Wohngebiet, westlich die nahegelegene Maade

Das Fort Schaar (Fort II) war als Bestandteil des Festungsplans Wilhelmshavens ein Fort zum Schutz des preußischen Kriegshafens in Wilhelmshaven. Es liegt im Stadtteil Aldenburg in der Nähe der Maade, etwas außerhalb des heutigen Stadtteils Schaar.

## Aufbau

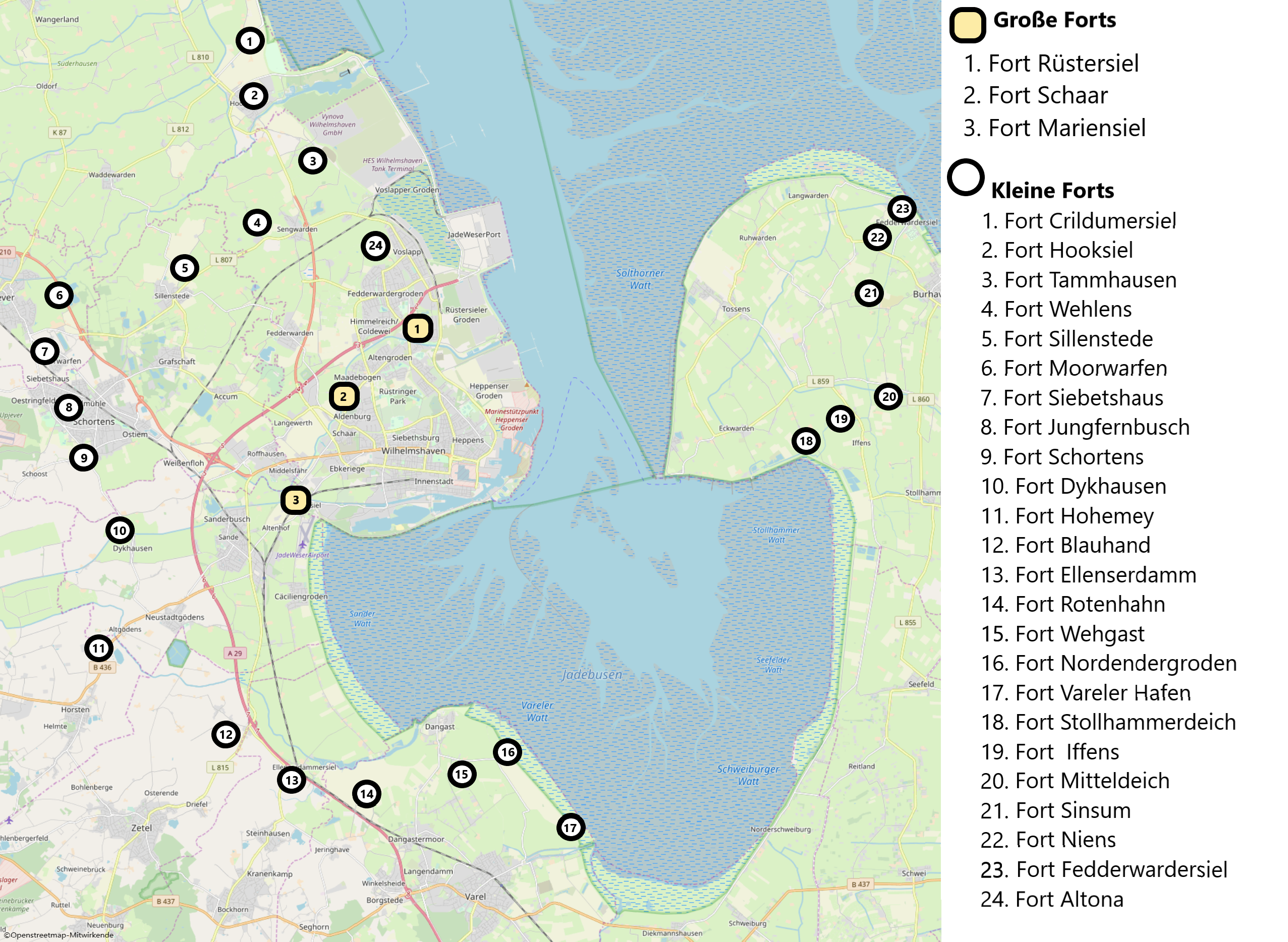
Position der Forts zum Schutz Wilhelmshavens.

Das Fort hat einen halbmondförmigen Grundriss. Die Länge von Südwesten nach Nordosten beträgt 360 Meter und die Breite 210 Meter. Nach Nordwesten bieten ein Wall und eine bis zu 30 Meter breite Graft Schutz. Die ursprüngliche Höhe des Walls ist nicht mehr festzustellen, da er überbaut wurde, jedoch gibt es Reste mit einer Höhe von bis 2 Meter. Die Graft ist noch in einem guten Erhaltungszustand, sie wurde lediglich im Südosten verfüllt.

## Geschichte
Die Maadeforts Rüstersiel, Mariensiel und Schaar wurden am 4. August 1876 in der Wilhelmshavener Zeitung ausgeschrieben. Die Bauarbeiten waren 1880 abgeschlossen. Durch eine neu gebaute Umfangstraße war Fort Mariensiel mit den Forts Schaar und Rüstersiel verbunden, sie war mit Feldbahngleisen ausgestattet war. Die Straße verlief auf den heutigen Straßen An der Vogelwarte, Dodoweg, Kurt-Schumacher-Straße. Während des Ersten Weltkriegs bestand südlich des Forts die Flakbatterie Langewerth und östlich die Flakbatterie Schaar-Mühle, sowie die Flakbatterie Kirchreihe. Das Fort Schaar war von Beginn des Zweiten Weltkriegs bis Juli 1942 Sitz des Luftverteidigungskommandos und des Flugwachkommandos. Es war außerdem Sitz des Kommandanten im Abschnitt Wilhelmshaven. Vom 6. Januar 1943 an nutzte es das 3. italienische Nebelbataillon als Gefechtsstand.
Das Fort wurde primär für die Ausbildung von Marineartilleristen benutzt, war jedoch während des Ersten Weltkrieges auch voll einsatzbereit. Nach dem Zweiten Weltkrieg war das 8 Hektar große Areal bis 1974 in Privatbesitz. Es gab Überlegungen es als Campingplatz oder als Freizeitgelände zu nutzen. 1974 wurde es jedoch mit Einfamilien- und Reihenhäusern bebaut. Außerhalb des eigentlichen Forts lassen sich zahlreiche Trümmerreste der Befestigungsanlagen des Fort direkt an der Graft finden.

## Bewaffnung
Das Fort war zu Beginn mit neun 15-cm-Kanonen-L/22 und neun 12-cm-Kanonen bewaffnet.

## Bilder

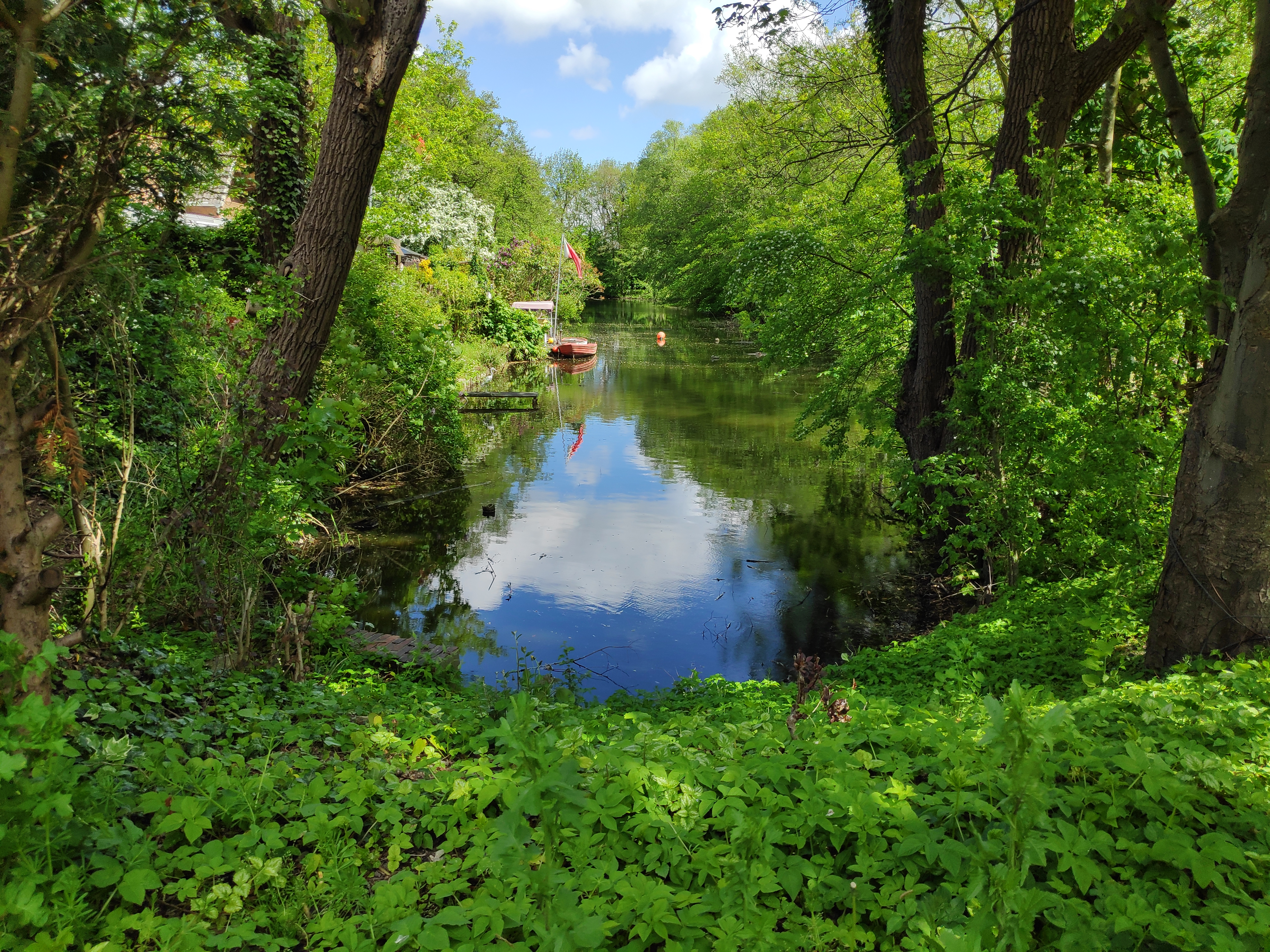
Östlicher Teil der Graft
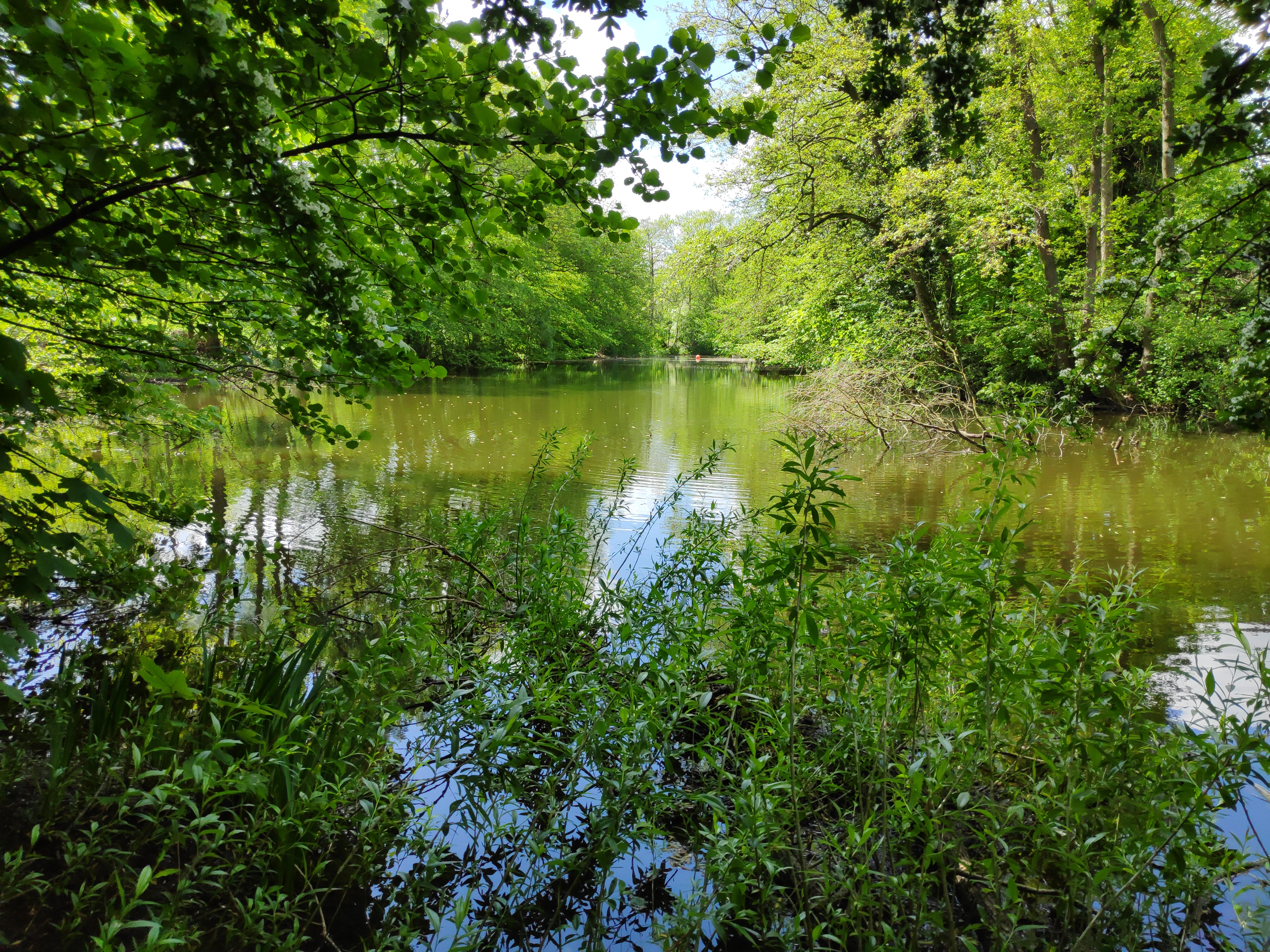
Nördlicher Teil der Graft
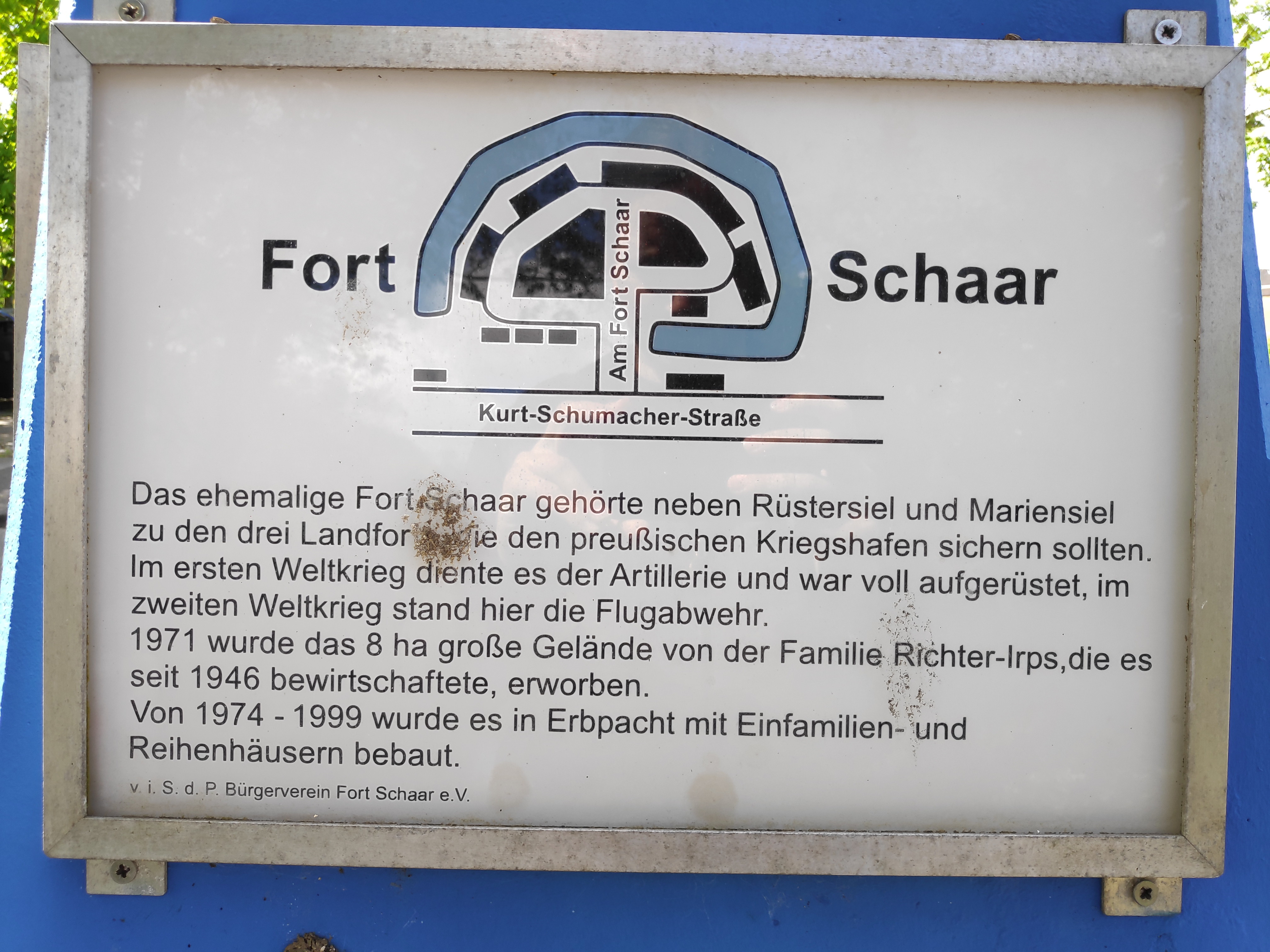
Infotafel am Eingang
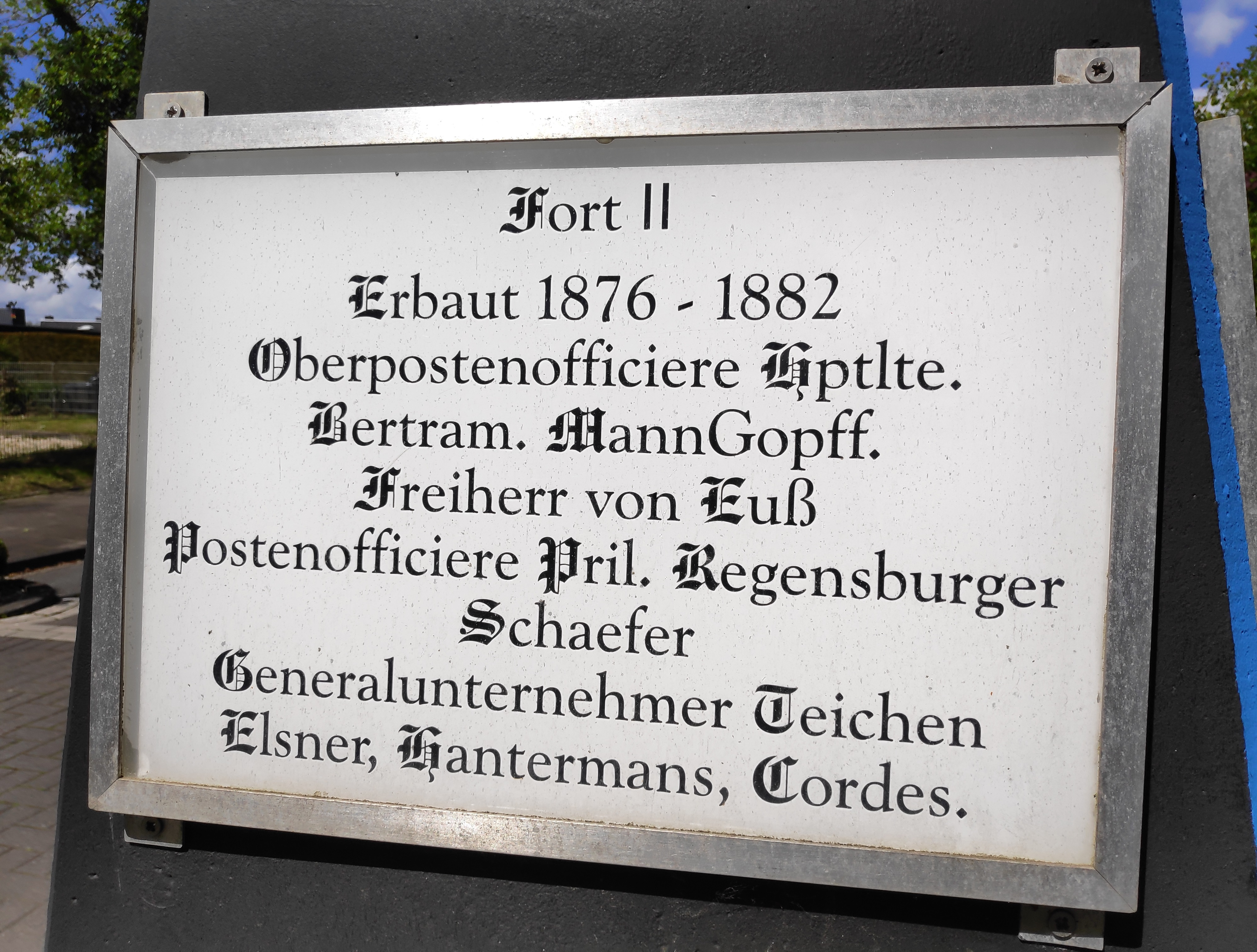
Infotafel